# Andgölen (Tvings socken, Blekinge)
Andgölen är en sjö i Karlskrona kommun i Blekinge och ingår i Nättrabyåns huvudavrinningsområde. Sjön är 8,2 meter djup, har en yta på 0,03 kvadratkilometer och är belägen 110 meter över havet.